# Encyclopedia of Cosmos
Encyclopedia of Cosmos（エンサイクロペディア・オブ・コスモス、EoC）は、天体や天文現象、宇宙論や宇宙物理学といったトピックを扱う、無料で利用可能な信頼性の高いオンライン百科事典。ネット上の情報収集プロジェクトデジタル・ユニバースが、Encyclopedia of Earth（）（EoE）に続いてスタートさせた二番目の百科事典プロジェクトである。記事の執筆は研究者や教師やその他承認を受けたエキスパートらによって行われ、専門家の査読を受けた上でオンラインで公開されている。2020年9月現在、リンク切れを起こしており閲覧はできない。

## 著作権
EoCのテキストコンテンツは、EoEと同じく、全て クリエイティブ・コモンズ の「表示-継承」ライセンスのもとで公開されている。このライセンスは次の二つの条件を満たせば二次的著作物の製作や、文章の商用利用も可能である。
- 表示 - 原著作者のクレジットを表示する。

- 継承（同様に共有）もし作品を改変、変形または加工した場合、その結果生じた作品をこの作品と同一の許諾条件の下で頒布する。

ライセンスの詳細については CC BY-SA 2.5 の要約 、および原文を参照のこと。